# Jana Rahma
Jana Rahma (* 17. September 1988 in Münster) ist eine deutsche Schauspielerin und Synchronsprecherin.

## Leben
Rahma wuchs in Bottrop-Kirchhellen als Tochter eines syrischen Vaters und einer deutschen Mutter auf. Sie besuchte das Vestische Gymnasium Kirchhellen und absolvierte nach ihrem Abitur ein Freiwilliges Soziales Jahr in der Theaterpädagogik. 
Daraufhin machte sie 2008 eine Schauspielausbildung an der Arturo Schauspielschule Köln und wechselte später an die Alanus Hochschule für Kunst und Gesellschaft Bonn, um dort Schauspiel und Sprecherziehung zu studieren. Im Jahr 2014 beendete sie ihr Studium mit einem Hochschuldiplom.
Nach dem Studium spielte sie Kabarettstücke in Kölner und Bonner Theatern, wie das Senftöpfchen Theater Köln, Haus der Springmaus und Pantheon-Theater Bonn.
Während der Arbeit am Theater erweiterten und häuften sich ihre Arrangements bei Film und Fernsehen. 
Seit 2022 ist sie fester Bestandteil des ZDF-Heute-Show-Ensembles.
Jana Rahma spricht für Spielfilm-Produktionen, Werbefilme, sowie Dokumentationen und Computerspiele.

## Filmografie
- 2014: Retorno
- 2017: Unter uns, RTL
- 2017: Der Nesthocker, ARD
- 2017: Kroymann, ARD
- 2017: Mann, Sieber!, ZDF
- 2018: Neo Magazin Royale, ZDF
- 2020: Walküren
- 2020: Binge Reloaded, Amazon Prime
- 2019/20: Nicht dein Ernst, WDR
- 2021: Waidendorf, RTL[5]
- seit 2021: Heute-show, ZDF
- 2022: Team Abdel, WDR
- 2024: Bettys Diagnose, ZDF

### Synchronisation
- 2015: Dokumentarfilm | 150 Jahre Wieverfastelovend Dokumentation
- 2017: Audible | Zeit Hörspiel Edition | Große Oper für Kleine Hörer | Hänsel und Gretel
- 2018: NETFLIX | Börü - Unter Wölfen
- 2018: Audible | Zeit Hörspiel Edition | Große Oper für Kleine Hörer | Ali Baba
- 2019: Nintendo DS | Professor Layton
- 2019: NETFLIX | Food Wars
- 2019: Audible | Zeit Hörspiel Edition | Große Oper für Kleine Hörer | Siegfried[6]
- 2020: NETFLIX | Cobra Kai
- 2020: Dokumentarfilm | Über - LebenVoice
- 2020: Spielfilm | Mein Weihnachtsglück
- 2020: PC Game | Drone Wars
- 2020: EA Sports | Star Wars
- 2021: Station Voice | WDR - Hilfe, Haushalt!
- 2021: Spielfilm | Beckman - Im Namen der Rache
- 2021: Playstation | Rachet and Clank
- 2022: Playstation, XBox, PC | Borderlands, Tiny Tina´s Wonderlands
- 2022: PC-Spiel | World of Warcraft Cards
- 2022: PC-Spiel | History Voices
- 2022: Kinospielfilm | Lost Transport
- 2022: WDR | Station Voice | Hilfe, Haushalt! Staffel II[7]
- 2023 Gaming | Diablo VI - Totenbeschwörerin, Necromancer

### Theater und Bühne
| Beginn | Ende | Titel                                                                  | Rolle                    | Theater                                              |
| ------ | ---- | ---------------------------------------------------------------------- | ------------------------ | ---------------------------------------------------- |
| 2015   | 2017 | LALA – Ein Hurenabend, Lieder von Kurt Weill, Texte von Bertolt Brecht | Prostituierte / Sängerin | Pantheon-Theater Bonn / Senftöpfchen Theater Köln    |
| 2016   | 2017 | Der Schöne und das Biest                                               | Das Biest                | Haus der Springmaus Bonn / Senftöpfchen Theater Köln |
| 2015   | 2016 | The Rock n´ Rolator Show                                               | Pflegerin                | Haus der Springsmaus Bonn                            |
| 2014   | 2016 | The Songs of Tom Waits                                                 | Tänzerin                 | Pantheon-Theater Bonn / Senftöpfchen Theater Köln    |
| 2014   | 2014 | Der Hexer                                                              | Mary Lenley              | Kult Kapelle Bornheim                                |
| 2013   | 2014 | Offene Zweierbeziehung – Dario Fo und Franca Rame                      | Antonia                  | Hoftheater Alfter                                    |
| 2013   | 2014 | Kabale und Liebe – Friedrich Schiller                                  | Lady Milford             | Hoftheater Alfter                                    |
| 2013   | 2014 | Mamma Medea – Tom Layone                                               | Medea                    | Hoftheater Alfter                                    |
| 2013   | 2014 | Kleinbürger – Maxim Gorki                                              | Tatjana                  | Hoftheater Alfter                                    |
| 2011   | 2013 | Elektra – Hofmannsthal                                                 | Elektra                  | Hoftheater Alfter                                    |